# Yves Marie de La Bourdonnaye
Pour les articles homonymes, voir famille de La Bourdonnaye.
 (janvier 2011).
Si vous disposez d'ouvrages ou d'articles de référence ou si vous connaissez des sites web de qualité traitant du thème abordé ici, merci de compléter l'article en donnant les références utiles à sa vérifiabilité et en les liant à la section « Notes et références ».
 (décembre 2023).
Yves Marie de La Bourdonnaye de Coëtion, intendant de Poitiers puis de Rouen puis de Bordeaux, puis d'Orléans, maître des requêtes, conseiller d'État, est né le 21 août 1653 à Rennes et mort le 17 août 1726 à Paris (Couvent de Camaldules à Brunoy).

## Biographie
Il est le fils de Louis de La Bourdonnaye de Coëtion et d'Anne du Bot. Il épouse le 12 janvier 1687 Catherine de Ribeyre, dont il aura trois enfants :
- Catherine de La Bourdonnaye (1688-1758) qui épousera Henri François de Paule Lefèvre d'Ormesson.
- Louise Antoinette de La Bourdonnaye (1697-1720) qui épousera Paul Esprit Feydeau de Brou.
- Louis François de La Bourdonnaye (1702-1779)

Conseiller au Parlement de Bretagne en 1677.
Devenu Maître des Requêtes en 1689, il est nommé la même année Intendant de Poitiers, avant de devenir Intendant de Rouen en 1695, puis de Bordeaux en 1700 et enfin d'Orléans du 18 août 1709 à avril 1713 où il devient Conseiller d'État.
En février 1717, le Roi Louis XV donne par lettres patentes au Vicomte de Coëtion le titre de Marquis de La Bourdonnaye.
Il finira sa vie au couvent des Camaldules à Grosbois. Son fils et son gendre feront graver ces mots sur sa tombe : "Ici est déposé tout ce qu'avait de mortel Yves-Marie de La Bourdonnaye, Vicomte de Coëtion ; issu d'une ancienne famille noble de Bretagne, honorée des plus grands emplois dans l'Église, dans l'épée et dans la robe, homme d'un esprit supérieur, mais encore d'un plus grand courage et d'une intrépidité autant inflexible aux attraits de l'espérance qu'inaccessible aux incertitudes de la crainte."